# Брейди, Джон Грин
Джон (Джеймс) Грин Бре́йди (англ. John (James) Green Brady; 25 мая 1847, Нью-Йорк, США — 17 декабря 1918, Ситка, Аляска, США) — американский политический деятель, член Республиканской партии США. Пятый губернатор округа Аляска, занимал пост в период с 1897 по 1906 год. Был вынужден уйти в отставку из-за подозрений в причастности к мошенническим операциям компании «Reynolds–Alaska Development Company»; позднее был признан невиновным.

## Биография
Джон Грин Брейди родился в Нью-Йорке 25 мая 1847 года. После смерти матери Брейди его отец снова женился. Джон не ладил со своей мачехой и в возрасте восьми лет сбежал из дома, опасаясь избиений со стороны пьяного отца. Спустя некоторое время жизни на улицах Нью-Йорка мальчик был подобран известным меценатом Теодором Рузвельтом-старшим. Отец будущего 26-го президента США Теодора Рузвельта нашёл Джону приёмную семью Индиане, оплатил переезд и первоначальные расходы на содержание ребёнка. В 1900 году, будучи взрослым, Брейди встретился на конференции в Портленде с Теодором Рузвельтом-младшим, на тот момент губернатором Нью-Йорка, и поблагодарил его отца за «оказанную на ранних этапах жизни помощь».
Первое время Джон Брейди жил в приюте на острове Рандалс в Нью-Йорке, а затем был отправлен в Ноблсвилл (штат Индиана) на так называемом «сиротском поезде». В пути мальчик познакомился с Эндрю Бёрком, также ставшим впоследствии политическим деятелем и занимавшим пост губернатора Северной Дакоты в 1891—1893 годах. Брейди был принят в семью Джона Грина, судьи из округа Типтон.
В дальнейшем Брейди учился в Йельском университете, окончил его в 1874 году. В 1887 году женился на Элизабет Джейн Паттон; в браке родились пятеро детей.

### Аляска
После женитьбы Брейд с семьёй переехал на Аляску (в Ситку), сначала в качестве пресвитерианского священника, а затем миссионера и адвоката. В 1878 году он стал одним из основателей колледжа Шелдона Джексона, учебного заведения для коренных жителей Аляски. В 1897 году был назначен президентом США Уильямом Мак-Кинли на пост губернатора округа Аляска; Джон Брейд оставался в должности губернатора вплоть до своей отставки в 1906 году.
4 июля 1898 года, во время празднования Дня независимости США в Скагуэе, Брейди был представлен известному аляскинскому гангстеру и мошеннику «Мыльному» Смиту. Губернатор, узнав о преступной деятельности Смита, предложил ему должность заместителя маршала США в Ситке, если он покинет Скагуэй. Гангстер отказался от предложения. Спустя четыре дня после встречи, 8 июля, Смит был убит в знаменитой перестрелке у причала Джуно.
Историки отмечают заинтересованность Джона Брейди в сохранении культуры коренного населения Аляски. Именно благодаря усилиям губернатора удалось разместить 15 тотемных столбов и два традиционных жилища индейских народов хайда и тлинкитов в качестве экспозиции США на Всемирной выставке в Луизиане в 1904 году. Также Брейди сыграл важную роль в сохранении и перемещении в Ситку тотемных столбов из оставленной индейцами деревни Олд-Касан.
Джон Грин Брейди скончался 17 декабря 1918 года, был похоронен на Национальном кладбище Ситки.